# Богунув
Богунув (пол. Bogunów) — село в Польщі, у гміні Журавіна Вроцлавського повіту Нижньосілезького воєводства.
Населення — 273 особи (2011).
У 1975-1998 роках село належало до Вроцлавського воєводства.

## Демографія
Демографічна структура станом на 31 березня 2011 року:
|          | Загалом | Допрацездатний вік | Працездатний вік | Постпрацездатний вік |
| -------- | ------- | ------------------ | ---------------- | -------------------- |
| Чоловіки | 151     | 27                 | 109              | 15                   |
| Жінки    | 122     | 14                 | 74               | 34                   |
| Разом    | 273     | 41                 | 183              | 49                   |